# Espolla (kommunhuvudort)
Espolla är en kommunhuvudort i Spanien.   Den ligger i provinsen Província de Girona och regionen Katalonien, i den östra delen av landet, 600 km öster om huvudstaden Madrid. Espolla ligger 116 meter över havet och antalet invånare är 385.
Terrängen runt Espolla är kuperad norrut, men söderut är den platt.Runt Espolla är det ganska glesbefolkat, med 30 invånare per kvadratkilometer. Närmaste större samhälle är Figueres, 14,2 km söder om Espolla. 